# 洪水河 (治多)

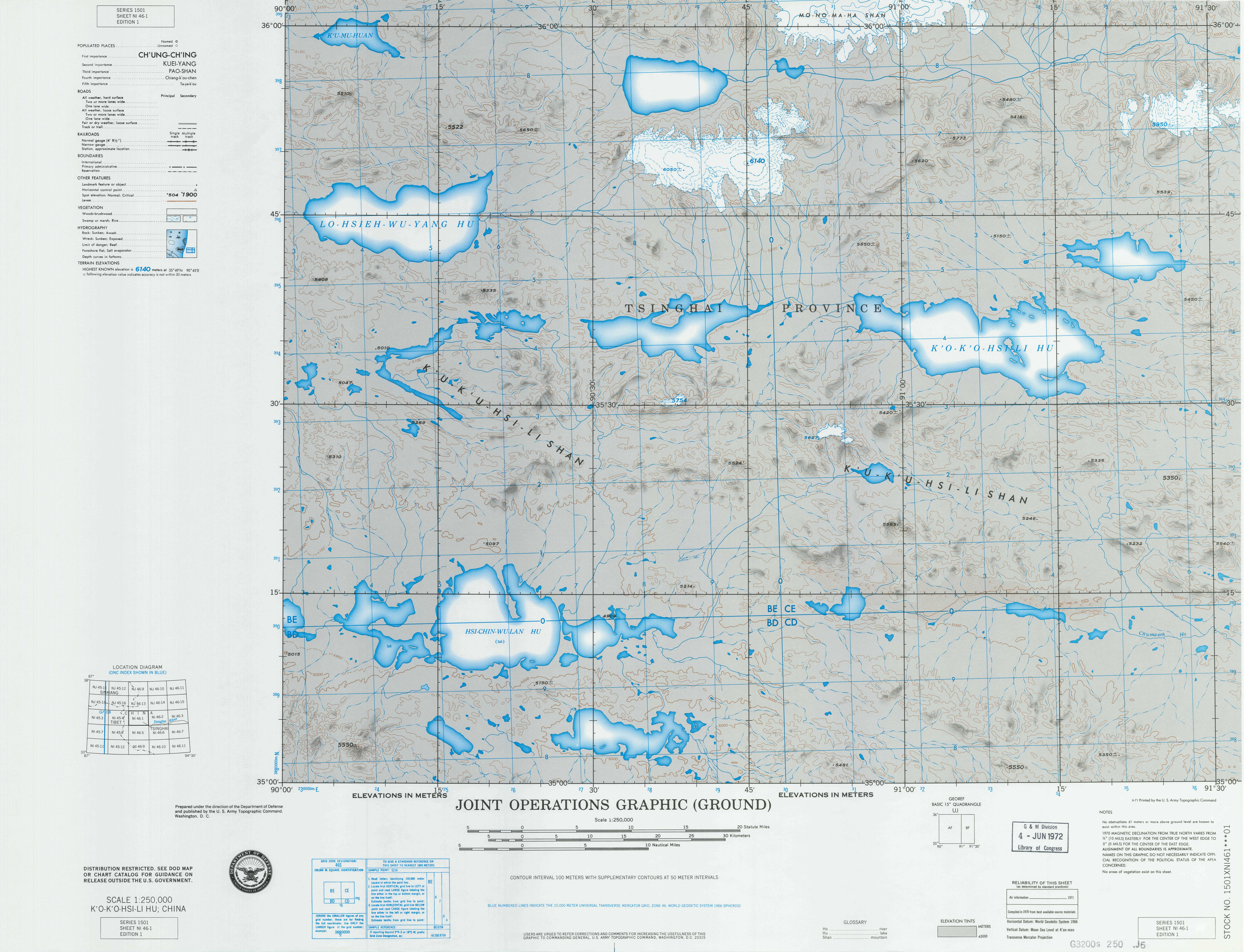
西金乌兰湖水系位于图中左下部分。

洪水河，位于中华人民共和国青海省西南部玉树州治多县境内的一条河流，属西金乌兰湖水系，发源于治多县西北部可可西里山脉天台山南侧，源头高程约5400.0米，大体自东北向西南流，于西金乌兰湖东部湖区西北端入湖。上游流经山区，下游为山前洪积冲积平原，戈壁广袤，河谷宽阔。河长53千米，流域面积828平方千米，河床平均比降为11.9‰。流域地处内陆高寒地区，气候干燥寒冷，人迹罕至。河水径流主要依靠冰雪融水补给。